# مارين توماسوف
مارين توماسوف (بالكرواتية: Marin Tomasov)‏ مواليد (31 أغسطس 1987 في زادار، كرواتيا) لاعب كرة قدم كرواتي الجنسية يجيد اللعب في مركز صانع الألعاب والجناح الهجومي يلعب حالياً في نادي النصر السعودي وقع معه عقد لمدة سنة بنظام الإعارة من نادي رييكا الكرواتي في عام 2016 بتوصية من المدرب الكرواتي زوران ماميتش .

## روابط خارجية
- مارين توماسوف على موقع الاتحاد الأوربي (الإنجليزية)
- مارين توماسوف على موقع اتحاد كرواتيا (الكرواتية)
- مارين توماسوف على موقع قاعدة بيانات كرة القدم.إي يو (الإنجليزية)
- مارين توماسوف على موقع بيانات كرة القدم. دي إي (الألمانية)
- مارين توماسوف على موقع ناشيونال فوتبول تيمز (الإنجليزية)
- مارين توماسوف على موقع Soccerway.com (الإنجليزية)
- مارين توماسوف على موقع عالم كرة القدم.نت (الإنجليزية)
- مارين توماسوف على موقع AS.com (الإسبانية)